# Andrzej Schoneus
Andrzej Schoneus, inne formy nazwiska: Andreas Glogoviensis, Andrzej z Głogowa, Schen, Schoeneus, Schön, nazwisko zgrecyzowane: Eumorphus (ur. kwiecień 1522 w Głogowie, zm. 18 maja 1615 w Krakowie) – kilkukrotny rektor Akademii Krakowskiej.

## Życiorys
Urodził się w Głogowie, w mieszczańskiej rodzinie niemieckiego pochodzenia. Po ukończeniu miejscowej szkoły, studiował w Akademii Krakowskiej, gdzie uzyskał dyplomy: bakałarza (1584) i magistra sztuk wyzwolonych (1586); tam też podjął pracę jako nauczyciel akademicki. Dopiero jednak uzyskanie w 1593 probostwa rzymskokatolickiej parafii w Nowym Korczynie zapewniło mu środki na kontynuację nauki za granicą. Studiował w Padwie, a następnie Rzymie, gdzie uzyskał dyplom doktora obojga praw (1598). Po powrocie do kraju na nowo poświęcił się pracy akademickiej, zmieniając równocześnie probostwo na bardziej wygodne (podkrakowskie Proszowice). Od 1603 był proboszczem w Pajęcznie, a następnie od 1606 r. – w parafii Znalezienia Krzyża Świętego i św. Andrzeja Apostoła w Końskowoli, przez pewien czas łącząc obie funkcje. Pełnił również inne funkcje kościelne w Krakowie, co z czasem stało się powodem zarzucenia kariery akademickiej.

## Twórczość

### Ważniejsze utwory
1. Adonis... ad G. Radivilum ecloga gratulatoria, Kraków 1581, drukarnia Łazarz Andrysowic; przedr. J.G. Boehme w zbiorze Poetarum polonorum carmina pastoralia, Altenburg 1779
2. Daphnis seu de funere magni Stephani I, regis Polonorum, Kraków 1588, drukarnia A. Piotrkowczyk; przedr. J.G. Boehme w zbiorze Poetarum polonorum carmina pastoralia, Altenburg 1779
3. Palaemon seu Promnicum Crasinianum, in tumultu bellico conservatum, Kraków 1589, drukarnia A. Piotrkowczyk; przedr. J.G. Boehme w zbiorze Poetarum polonorum carmina pastoralia, Altenburg 1779 (poz. 1-3 są alegorycznymi przeróbkami Eklog Wergiliusza)
4. Navis munificia ad Petrum Costkam, episcopum Culmensem..., Kraków 1590, drukarnia Łazarzowa, fragmenty przedr.: T. Glemma Piotr Kostka. Lata młodzieńcze i działalność polityczna. 1532-1595, Toruń 1959, Roczniki Towarzystwa Naukowego w Toruniu, t. 61 (1956), zeszyt 2.
5. Questio de angelis, Kraków 1602, drukarnia A. Piotrkowczyk.

### Przekłady
- Albert Wielki Św.: Summa philosophiae naturalis, Kraków 1587 (przekł. z greckiego na łacinę)

### Listy
- Od J. Lipsiusa: Viri doctissimi ad Andream Schoneum... epistola erudita, Kraków 1602; porównaj: Justi Lipsi... Epistoale duae ad... Joannem Comitem in Tenczin et Andream Schoneum, Kraków 1602; J. Lipsius Epistolarum selectarum centuria quarta, Antwerpia 1605; także Antwerpia 1607; J. Lipsius Opera..., Lejda 1613; także Antwerpia 1637; także Antwerpia 1711 (wiadomość o pracach w rękpisach, zob. Estreicher XXVII, 253).